# Головнокомандувач сил (Велика Британія)
Головнокомандувач сил (Велика Британія) (англ. Commander-in-Chief of the Forces), пізніше головнокомандувач Британської армії (англ. Commander-in-Chief, British Army) — вища військова посадова особа, очільник Британської армії, яка існувала з перервами з 1645 до 1904 року. У 1904 році посаду було замінено створенням Армійської ради та введенням посади начальника Імперського Генерального штабу.
Британські війська (тобто та частина збройних сил Британської імперії, яка призначалася для ведення сухопутної війни та не відносилася до Військово-морської служби Його Величності) спочатку складалася з кількох сил, у тому числі британської армії, інші були: військовий корпус боєприпасів (включаючи Королівську артилерію, Королівських інженерів та Королівських саперів та мінерів), будучи професійними або регулярними силами, такими як армія); Міліційні сили (або Конституційні сили), які є військовозобов'язаними резервними піхотними компонентами, які можуть бути викликані в надзвичайних ситуаціях для захисту Батьківщини; йоменів, будучи подібною кінною силою; і та добровольчих сил, що складається з добровольчих резервних підрозділів, які зазвичай існували лише під час війни. Ради озброєння була скасована в 1855 році, а її підпорядковані компоненти, склади комісаріату, транспорт, казарми та інші складові були передані британській армії, яку також називали регулярними силами або регулярною армією). Резервні сили також були відомі як допоміжні сили та місцеві сили (оскільки їх особовий склад спочатку не міг бути змушений служити за межами територіальних громад), і були реорганізовані у 1850-х роках, коли міліція стала добровільною (але з новобранцями, залученими на період служби, який вони були зобов'язані пройти), і добровольчі сили були створені назавжди. Ці сили дедалі більше об'єднувалися з британською армією протягом останніх десятиліть XIX та перших десятиліть XX сторіччя. Йомени та добровольчі сили стали Територіальними силами у 1908 році, а міліція стала спеціальним резервом (і припинила своє існування після Першої світової війни).

## Список Головнокомандувачів сил

### Парламентське Генеральне Головнокомандування
| # | Фото | В/звання Ім'я Роки життя                                                    | В посаді | В посаді | В посаді  | Стисла біографія |
| # | Фото | В/звання Ім'я Роки життя                                                    | Початок  | Кінець   | Час       | Стисла біографія |
| - | ---- | --------------------------------------------------------------------------- | -------- | -------- | --------- | --- |
| 1 |      | генерал-капітан Томас Ферфакс (17 (27) січня 1612 — 12 (22) листопада 1671) | 1645     | 1650     | 4-5 років | англійський полководець і політичний діяч, лорд. Під час Англійської громадянської війни головнокомандувач парламентської Армії нового зразка |
| 2 |      | генерал-капітан Олівер Кромвель (25 квітня 1599 — 3 вересня 1658)           | 1650     | 1653     | 2-3 роки  | англійський державний, політичний та військовий діяч і революціонер. Лорд-протектор Англії (1653—1658), лідер пуритан. Учасник війн трьох королівств, Першої англо-голландської та Англо-іспанської. Військовий керівник громадянської війни в Англії, прибічник парламентаризму, один з організаторів армії парламенту Англії в боротьбі з королівською армією під час Громадянської війни. Національний герой Англії, попри його дії стосовно королівської влади в країні та екзекуцію Карла I |

### Генеральне Головнокомандування
| #                                                 | Фото | В/звання Ім'я Роки життя                                       | В посаді        | В посаді        | В посаді           | Стисла біографія |
| #                                                 | Фото | В/звання Ім'я Роки життя                                       | Початок         | Кінець          | Час                | Стисла біографія |
| ------------------------------------------------- | ---- | -------------------------------------------------------------- | --------------- | --------------- | ------------------ | --- |
| 1                                                 |      | генерал-капітан Джордж Монк (6 грудня 1608 — 3 січня 1670)     | 3 серпня 1660   | 3 січня 1670†   | 9 років, 153 дні   | англійський воєначальник, адмірал. Учасник Англо-іспанської, Англо-французької, Вісімдесятирічної, трьох королівств, Першої та Другої англо-голландських війн. Архітектор Реставрації королівської влади в Англії в 1660 році |
| Посада вакантна (3 січня 1670 — 30 березня 1674)  |      |                                                                |                 |                 |                    | |
| 2                                                 |      | генерал Джеймс Скотт (9 квітня 1649 — 15 липня 1685)           | 30 березня 1674 | 1 грудня 1679   | 5 років, 246 днів  | англійський і шотландський політичний та військовий діяч. Учасник Другої і Третьої англо-голландських та Франко-голландської воєн. Ініціатор спроби зайняти трон; страчений |
| Посада вакантна (1 грудня 1679 — 3 червня 1690)   |      |                                                                |                 |                 |                    | |
| 3                                                 |      | генерал Джон Черчилль (26 травня 1650 — 16 червня 1722)        | 3 червня 1690   | 30 квітня 1691  | 331 день           | англійський державний, політичний та військовий діяч, генерал-капітан (1702), генералісимус Голландської республіки (1702). Перший герцог Мальборський. Учасник придушення повстання Монмута, Франко-голландської, Аугсбурзької ліги та за іспанську спадщину воєн. Серед військових мав прізвисько «Капрал Джон». Не програв жодної битви |
| 4                                                 |      | генерал Мейнгард Шомберг (30 червня 1641 — 16 липня 1719)      | 30 квітня 1691  | 1691            | ? днів             | англійський військовий діяч, генерал. Учасник Реставраційної, Франко-голландської, двох королів та за іспанську спадщину воєн |
| Посада вакантна (1691 — 24 квітня 1702)           |      |                                                                |                 |                 |                    | |
| (3)                                               |      | генерал Джон Черчилль (26 травня 1650 — 16 червня 1722)        | 24 квітня 1702  | 1711            | 8–9 років          | англійський державний, політичний та військовий діяч, генерал-капітан (1702), генералісимус Голландської республіки (1702). Перший герцог Мальборський. Учасник придушення повстання Монмута, Франко-голландської, Аугсбурзької ліги та за іспанську спадщину воєн. Серед військових мав прізвисько «Капрал Джон». Не програв жодної битви |
| 5                                                 |      | генерал Джеймс Батлер (29 квітня 1665 — 18 вересня 1745)       | 1 січня 1711    | 1714            | 2-3 роки           | англійський державний та військовий діяч. Лорд-лейтенант Ірландії (1703—1707). Учасник придушення повстання Монмута, двох королів, Аугсбурзької ліги та за іспанську спадщину воєн, а також повстання якобітів 1715 року |
| (3)                                               |      | генерал Джон Черчилль (26 травня 1650 — 16 червня 1722)        | 1714            | 1722            | 7-8 років          | англійський державний, політичний та військовий діяч, генерал-капітан (1702), генералісимус Голландської республіки (1702). Перший герцог Мальборський. Учасник придушення повстання Монмута, Франко-голландської, Аугсбурзької ліги та за іспанську спадщину воєн. Серед військових мав прізвисько «Капрал Джон». Не програв жодної битви |
| Посада вакантна (1722 — 1 січня 1744)             |      |                                                                |                 |                 |                    | |
| 6                                                 |      | фельдмаршал Джон Далрімпл (20 липня 1673 — 9 травня 1747)      | 1 січня 1744    | 1744            | ? років            | англійський державний та військовий діяч, фельдмаршал (1742). Учасник війн Аугсбурзької ліги, за іспанську і австрійську спадщину, а також Другого якобітського повстання |
| 7                                                 |      | фельдмаршал Джордж Вейд (1673 — 14 березня 1748)               | 1744            | 1745            | ? років            | британський воєначальник, фельдмаршал (1748) Британської армії. Учасник війн Аугсбурзької ліги, за іспанську спадщину, четверного альянсу та за австрійську спадщину |
| Посада вакантна (1745)                            |      |                                                                |                 |                 |                    | |
| 8                                                 |      | генерал Вільям Август (15 квітня 1721 — 31 жовтня 1765)        | 1745            | 24 жовтня 1757  | 11-12 років        | британський державний та військовий діяч, третій син англійського короля Георга II. Учасник війн за австрійську спадщину, Другого якобітського повстання та Семирічної війни |
| 9                                                 |      | фельдмаршал Джон Лігоне (7 листопада 1680 — 28 квітня 1770)    | 24 жовтня 1757  | 1766            | 8-9 років          | британський державний та військовий діяч французького походження, фельдмаршал (1757) Британської армії. Учасник війн за австрійську, за іспанську спадщини, четверного альянсу, Другого якобітського повстання та Семирічної війни |
| 10                                                |      | лейтенант-генерал Джон Меннерс (2 січня 1721 — 10 жовтня 1770) | 13 серпня 1766  | 17 січня 1770   | 3 роки, 157 днів   | британський політичний та військовий діяч. Учасник Другого якобітського повстання та Семирічної війни |
| Посада вакантна (17 січня 1770 — 19 березня 1778) |      |                                                                |                 |                 |                    | |
| 11                                                |      | генерал Джефрі Емгерст (29 січня 1717 — 3 серпня 1797)         | 19 березня 1778 | 29 березня 1782 | 4 роки, 10 днів    | британський політичний, державний та військовий діяч, фельдмаршал (1796) Британської армії. Учасник війн за австрійську спадщину, Семирічної, Понтіака, Американських та Французьких революційних воєн |
| 12                                                |      | фельдмаршал Генрі Сеймур Конвей (1721 — 9 липня 1794)          | 29 березня 1782 | 21 січня 1793   | 10 років, 298 днів | британський політичний, державний та військовий діяч, фельдмаршал (1793) Британської армії. Учасник війн за австрійську спадщину, Другого якобітського повстання та Семирічної війни |

### Головнокомандувач
| #  | Фото | В/звання Ім'я Роки життя                                               | В посаді         | В посаді         | В посаді           | Стисла біографія |
| #  | Фото | В/звання Ім'я Роки життя                                               | Початок          | Кінець           | Час                | Стисла біографія |
| -- | ---- | ---------------------------------------------------------------------- | ---------------- | ---------------- | ------------------ | --- |
| 1  |      | генерал Джефрі Емгерст (29 січня 1717 — 3 серпня 1797)                 | січень 1793      | лютий 1795       | 2 роки, 31 день    | британський політичний, державний та військовий діяч, фельдмаршал (1796) Британської армії. Учасник війн за австрійську спадщину, Семирічної, Понтіака, Американських та Французьких революційних воєн |
| 2  |      | фельдмаршал Фредерік, герцог Йоркський (16 серпня 1763 — 5 січня 1827) | 3 квітня 1795    | 25 березня 1809  | 13 років, 356 днів | британський державний та військовий діяч, фельдмаршал (1795) британської армії, другий син англійського короля Георга III. Учасник Французьких революційних і Наполеонівських війн, Англо-російського вторгнення в Голландію. На посту Головнокомандувача здобув незаперечних досягнень, успішно провівши реорганізацію та адміністративну реформу в армії |
| 3  |      | генерал Девід Дандас (1735 — 18 лютого 1820)                           | 25 березня 1809  | 26 травня 1811   | 2 роки, 69 днів    | британський воєначальник. Учасник Семирічної та Французьких революційних війн |
| 4  |      | фельдмаршал Фредерік, герцог Йоркський (16 серпня 1763 — 5 січня 1827) | 29 травня 1811   | 5 січня 1827†    | 15 років, 221 день | британський державний та військовий діяч, фельдмаршал (1795) британської армії, другий син англійського короля Георга III. Учасник Французьких революційних і Наполеонівських війн, Англо-російського вторгнення в Голландію. На посту Головнокомандувача здобув незаперечних досягнень, успішно провівши реорганізацію та адміністративну реформу в армії |
| 5  |      | фельдмаршал Артур Веллслі (1 травня 1769 — 14 вересня 1852)            | 22 січня 1827    | 22 січня 1828    | 1 рік              | британський полководець, політичний і державний діяч, герцог Веллінгтон, 25-й і 28-й прем'єр-міністр Великої Британії (1828—1830; 14 листопада — 10 грудня 1834), Державний секретар з питань війни та колоній (1834), Головнокомандувач британських сухопутних військ (1827—1828; 1842—1852). Фельдмаршал (1813) британської армії, головний маршал Португалії (1809), генерал-капітан Іспанії (1809), генерал-фельдмаршал Російської імперії (1815), фельдмаршал Ганноверського королівства (1813), фельдмаршал Голландії (1815), генерал-фельдмаршал Пруссії (1818), фельдмаршал Австрійської імперії (1818). Учасник Французьких революційних, Наполеонівських, Четвертої англо-майсурської, Англійських Коттаямської, Другої англо-маратхської війн. Переможець битви під Ватерлоо (1815)  |
| 6  |      | генерал Роланд Гілл (11 серпня 1772 — 10 грудня 1842)                  | 22 січня 1828    | 15 серпня 1842   | 14 років, 205 днів | британський політичний та військовий діяч. Учасник Французьких революційних і Наполеонівських війн |
| 7  |      | фельдмаршал Артур Веллслі (1 травня 1769 — 14 вересня 1852)            | 15 серпня 1842   | 14 вересня 1852† | 10 років, 30 днів  | британський полководець, політичний і державний діяч, герцог Веллінгтон, 25-й і 28-й прем'єр-міністр Великої Британії (1828—1830; 14 листопада — 10 грудня 1834), Державний секретар з питань війни та колоній (1834), Головнокомандувач британських сухопутних військ (1827—1828; 1842—1852). Фельдмаршал (1813) британської армії, головний маршал Португалії (1809), генерал-капітан Іспанії (1809), генерал-фельдмаршал Російської імперії (1815), фельдмаршал Ганноверського королівства (1813), фельдмаршал Голландії (1815), генерал-фельдмаршал Пруссії (1818), фельдмаршал Австрійської імперії (1818). Учасник Французьких революційних, Наполеонівських, Четвертої англо-майсурської, Англійських, Коттаямської, Другої англо-маратхської війн. Переможець битви під Ватерлоо (1815) |
| 8  |      | фельдмаршал Генрі Гардінґ (30 березня 1785 — 24 вересня 1856)          | 28 вересня 1852  | 5 липня 1856     | 3 роки, 281 день   | британський політичний, державний і військовий діяч. фельдмаршал (1855) британської армії. Генерал-губернатор Індії (1844—1848). Учасник Наполеонівських, Першої англо-сикхської і Кримської війн |
| 9  |      | фельдмаршал Джордж Вільям Чарльз (26 березня 1819 — 17 березня 1904)   | 5 липня 1856     | 1 листопада 1895 | 39 років, 119 днів | британський воєначальник, член британської королівської родини, фельдмаршал (1862) британської армії. Учасник Кримської війни. Головнокомандувач британських сухопутних військ (1856—1895). Зробив ряд важливих реформ: дбав про організацію постійних таборів і про поліпшення озброєння військ, погодився скасувати в армії тілесні покарання і купівлю офіцерських дипломів |
| 10 |      | фельдмаршал Гарнет Волслі (4 червня 1833 — 25 березня 1913)            | 1 листопада 1895 | 3 січня 1901     | 5 років, 63 дні    | британський воєначальник, фельдмаршал (1894) британської армії. Учасник Другої англо-бірманської, Кримської, Другої опіумної, Третьої англо-ашантійської, Англо-зулуської і Англо-єгипетської воєн, а також придушення повстання сипаїв і повстання Махді. Один із найвпливовіших і шанованих британських генералів, що зіграв центральну роль у модернізації британської армії у XIX столітті |
| 11 |      | фельдмаршал Фредерік Робертс (30 вересня 1832 — 14 листопада 1914)     | 3 січня 1901     | 12 лютого 1904   | 3 роки, 40 днів    | британський воєначальник, фельдмаршал (1894) британської армії. Учасник придушення Повстання сипаїв, Другої англо-афганської, Англо-ефіопської та Другої англо-бурської війн. Належав до плеяди видатних воєначальників вікторіанської епохи і вважався одним з найславетніших та успішніших військових діячів середини та кінця XIX століття |